# Вајдор (Тексас)
Вајдор (енгл. Vidor) град је у америчкој савезној држави Тексас. По попису становништва из 2010. у њему је живело 10.579 становника.

## Демографија
Према попису становништва из 2010. у граду је живело 10.579 становника, што је 861 (7,5%) становника мање него 2000. године.
| Група             | 2000.          | 2010.         |
| Белци             | 10.844 (94,8%) | 9.796 (92,6%) |
| Афроамериканци    | 8 (0,1%)       | 13 (0,1%)     |
| Азијати           | 22 (0,2%)      | 52 (0,5%)     |
| Хиспаноамериканци | 399 (3,5%)     | 540 (5,1%)    |
| Укупно            | 11.440         | 10.579        |